# Mischodon zeylanicus
Mischodon zeylanicus là một loài thực vật có hoa trong họ Picrodendraceae. Loài này được Thwaites mô tả khoa học đầu tiên năm 1854.